# الجواسيس الصغار: معركة نهاية العالم
الجواسيس الصغار: معركة نهاية العالم (الإنجليزية: Spy Kids: Armageddon) هو فيلم كوميدي، وفيلم تجسس، وفيلم أكشن صَدَرَ في 22 سبتمبر 2023. الفيلم من إنتاج سكاي دانس برودكشنز، ومجموعة سباي غلاس الإعلامية، ودبل آر للإنتاج ‏، وتولّت نتفليكس توزيعه، وهو من إخراج روبرت رودريغيز، أما السيناريو فكان من كتابة روبرت رودريغيز، ورايزر رودريغيز ‏. 

## طاقم التمثيل
- جينا رودريجيز
  - بيلي ماجنوسن
  - إيفرلي كارغانيلا  [لغات أخرى]‏
  - زكاري ليفي
  - دي جاي كوترونا

## وصلات خارجية
- الجواسيس الصغار: معركة نهاية العالم على موقع IMDb (الإنجليزية)
- الجواسيس الصغار: معركة نهاية العالم على موقع روتن توميتوز (الإنجليزية)
- الجواسيس الصغار: معركة نهاية العالم على موقع ألو سيني (الفرنسية)
- الجواسيس الصغار: معركة نهاية العالم على موقع فيلمافينيتي (الإسبانية)
- الجواسيس الصغار: معركة نهاية العالم على موقع قاعدة بيانات الفيلم (الإنجليزية)
- الجواسيس الصغار: معركة نهاية العالم على موقع ليتربوكسد (الإنجليزية)
- الجواسيس الصغار: معركة نهاية العالم على موقع كينوبويسك (الروسية)